# Sumikimprom
Sumikimprom je petrokemični obrat s sedežem v Sumiju v Ukrajini, ki proizvaja mineralna gnojila, koagulante in dodatke za cement, kisline, titanov dioksid in pigmente ter druge kemične izdelke.
Tovarno upravlja PJSC "Sumikimprom", javna delniška družba, ki ima v lasti velik energetsko-kemični kompleks, ki se razprostira na 226 hektarjih. Obrat se nahaja v južnem delu mesta Sumi. Industrijski kompleks je sestavljen iz 11 glavnih delavnic, 20 pomožnih delavnic in 7 enot neindustrijskih skupin (gostinski obrat, sanatorij-dispanzer itd.).
PJSC "Sumikimprom" ima status podjetja kemične industrije Ukrajine za proizvodnjo fosfatnih mineralnih gnojil. Podjetje skrbi tudi za istoimenski košarkarski klub in skupno odbojkarsko ekipo z državno univerzo Sumi z imenom «Kimprom-SumDU».
21. marca 2022 je med bitko pri Sumiju ruski zračni napad v tovarni poškodoval enega od rezervoarjev za amonijak in onesnažil zemljo v radiju 2,5 km, onesnažil je tudi vasi Novoselica in Verhna Sirovatka. Zaradi smeri vetra mesto Sumi navkljub svoji bližini večinoma ni bilo prizadeto.